# Савельева, Валентина Сергеевна
Валенти́на Серге́евна Саве́льева (урожд. Косякина; род. 3 апреля 1949 года) — российская и советская певица (сопрано). Народная артистка Российской Федерации (2005).

## Карьера
Валентина Савельева родилась 3 апреля 1949 года в Воронеже. В 1970—1975 годах — солистка-вокалистка эстрадного ансамбля русской-народной песни «Воронежские девчата» Воронежской областной филармонии. В 1975—1986 годах — солистка ансамбля русской песни и музыки Бурятской государственной филармонии (под управлением братьев Владимира и Геннадия Савельевых) и Новосибирской государственной областной филармонии. С 1986 года — солистка-вокалистка Краснодарского ансамбля русской песни и музыки (под управлением братьев Савельевых).
Училась во Всероссийской творческой мастерской эстрадного искусства имени Л. С. Маслюкова, где в числе её преподавателей были К. И. Шульженко, Н. К. Мешко, Л. В. Шамина, Ю. А. Зацарный. В 1990 году окончила Государственный музыкально-педагогический институт имени Гнесиных по классу сольного народного пения профессора Л. В. Шаминой.
Валентина Савельева активно выступает с концертами в России и за рубежом. Была с гастролями в Азербайджане, Грузии, Болгарии, Германии, Швеции, Польше, Франции, Японии и других странах. Принимала участие в фестивалях «Московская осень», «Майские звезды», «Русская зима», «Белые ночи», «Славянский базар», «Мир Кавказу», «Золотое яблоко» и других. Лауреат IV Всероссийского конкурса артистов эстрады, Международного фольклорного фестиваля в Югославии, Всемирного фестиваля молодёжи и студентов в Гаване и Москве. В репертуаре Валентины Савельевой народные песни и их обработка. Также исполняет авторские песни А. П. Аверкина, Г. Ф. Пономаренко, Е. Н. Птичкина, В. И. Темнова, О. И. Иванова, В. Г. Захарченко, Я. А. Френкеля и других композиторов.
С 1998 года — постоянный консультант краевого научно-методического Центра народного творчества. Преподаватель кафедры народного пения Краснодарского государственного института культуры (доцент с 2002 года, позднее — профессор).
С 1997 года — автор и ведущая телепрограммы «О, песня русская родная» (ГТРК «Кубань»).

## Награды и звания
- Народная артистка Российской Федерации (01.08.2005)[5]
- Заслуженная артистка Российской Федерации (29.01.1996)[6]
- Заслуженная артистка Бурятской АССР (1984)[1]